# Manjeet Singh
Manjeet Singh (ur. 10 października 1988 r. w Essa Panj Grai) – indyjski wioślarz, reprezentant Indii w wioślarskiej dwójce podwójnej wagi lekkiej podczas Letnich Igrzysk Olimpijskich w Pekinie.

## Osiągnięcia
- Mistrzostwa Świata – Monachium 2007 – dwójka bez sternika wagi lekkiej – 25. miejsce[1].
- Igrzyska Olimpijskie – Pekin 2008 – dwójka podwójna wagi lekkiej – 18. miejsce[1].
- Mistrzostwa Świata – Poznań 2009 – dwójka podwójna wagi lekkiej – 18. miejsce[2].